# 阿尔弗雷德·洛特卡
阿尔弗雷德·詹姆斯·洛特卡（Alfred James Lotka，1880年3月2日—1949年12月5日）是一位美國數學家、物理化學家與統計學家，以其在人口動態和能量學方面的貢獻而聞名。作為一名美國生物物理學家，洛特卡最著名的是他提出的掠食者－獵物模型，該模型與維托·沃爾泰拉同時但獨立開發。洛特卡－沃爾泰拉方程仍然是許多用於生態學人口動態分析模型的基礎。

## 相關文獻
- A.J.Lotka (1922a) 'Contribution to the energetics of evolution （页面存档备份，存于）' [PDF]. Proc Natl Acad Sci, 8: pp. 147–51.
- A.J.Lotka (1922b) 'Natural selection as a physical principle （页面存档备份，存于）' [PDF]. Proc Natl Acad Sci, 8, pp 151–54.
- A.J.Lotka (1924) Elements of Physical Biology reprinted by Dover in 1956 as Elements of Mathematical Biology.